# Formanoir de Palteau

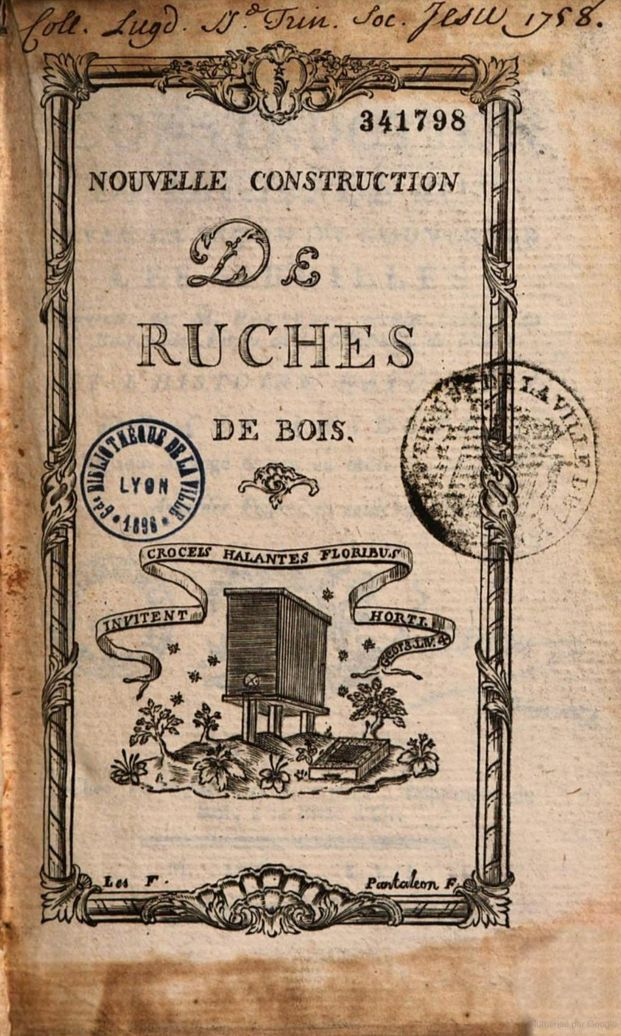
Palteau, Nová stavba dřevěných úlů se způsobem chovu včel

Guillaume-L. Formanoir de Palteau byl francouzský agronom a včelař.

## Životopis
Narodil se v roce 1712 v Château de Palteau poblíž Sens.Byl členem Zemědělské společnosti v Paříži, v kanceláři Sens, je autorem pojednání o včelařství.

## Dílo
- Nouvelle construction de ruches en bois, avec la façon d'y gouverner les abeilles, inventée par M. Palteau,... et l'histoire naturelle de ces insectes, le tout arrangé et mis en ordre par M***, Metz: J. Collignon, 1756, in-8°, xxix-424 p.; Metz: J. Collignon, 1773, in-8°, xxix-424 p. ; Paris: Lacombe, 1777, in-16, xxix-424 p.[1]; traduit en allemand: Sächsischer Bienenvater: oder des Herrn Palteau von Metz neue Bauart hölzerner Bienenstöcke, nebst der Kunst, die Bienen zu warten, und einer Naturgeschichte dieser Insekten, Leipzig und Zittau: A. J. Spiekermann, 1766, in-8°, 752-24 p.[2]
- Observations et expériences sur diverses parties de l’Agriculture, La Haye et Paris, chez la Ve d’Houry, et Sens, 1768, in-8°, VI-82 p.[3]